# Dara Puspita

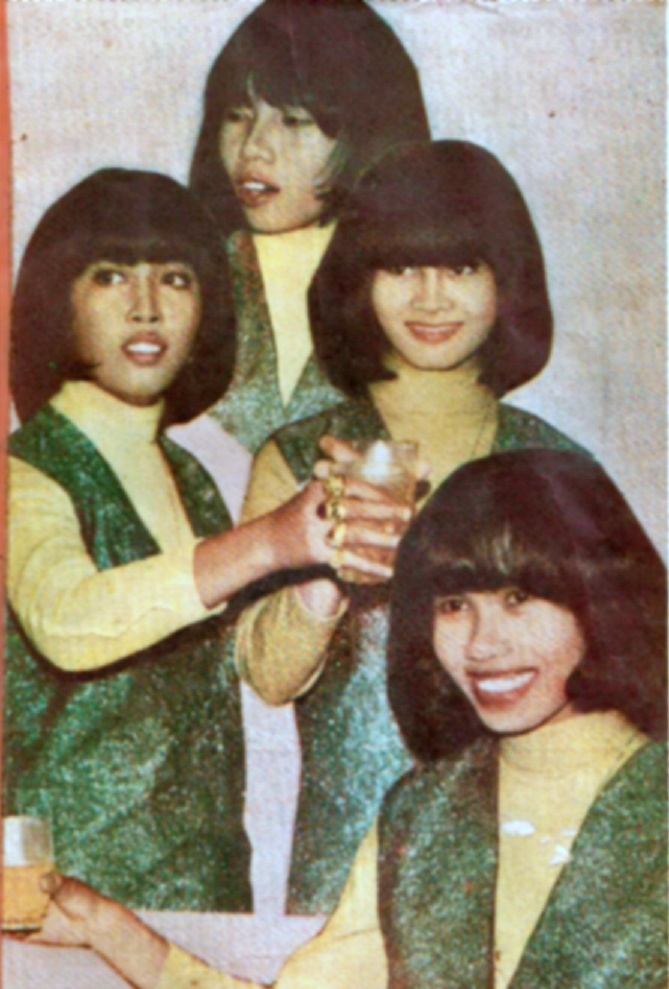
Dara Puspita (Surabaya, 1964)

Dara Puspita fue un grupo de género pop, exclusivamente femenino de Surabaya, Indonesia, que se mantuvo activo en la década de los años 1960 y principios de los años 1970. Ellas eran una banda femenina que tocaban todos los instrumentos musicales y componían muchas canciones de su propia autoría, así como en el canto. La banda estaba formada por Titiek Adji Rachman (guitarra), Susy Nander (batería), se encuentra Adji Rachman (guitarra rítmica) y Titiek Hamzah (bajo).
La banda se enfrentó a la presión del régimen de Sukarno, que vio en reflejar la dictadura por medio del género rock, como una influencia occidental no deseado. Logrando ir tan lejos como para encarcelar a la popular banda Koes Bersaudara, ya que la banda buscó un lugar más seguro para realizar giras de conciertos en vivo como en Bangkok, Tailandia. Recogiendo algunas influencias de la m´suica tradicional tailandesa, incluyendo la canción titulada "Puyaili", en la que realizaron un espectáculo de rock, de una canción popular de Tailandia, así como su propia canción titulada "Pattaya Beach".
Tras la caída del gobierno de Sukarno en 1965, el primer LP de la banda titulado, "Jang Pertama" ("el primero") fue lanzado en 1966, la banda lanzó otros tres LP en 1966 hasta 1968.
En julio de 1968, la banda dejó Indonesia, para realizar una gira por Europa, incluyendo Alemania Occidental, Hungría, Inglaterra, Francia, Bélgica, los Países Bajos y España, estuvieron de gira por 3 años, antes de regresar a su natal Indonesia, el 3 de diciembre de 1971. Su tiempo en Europa ha dado lugar a sólo grabaciones limitadas, los sencillos titulados como Welcome To My House/I Believe In Love y Ba Da Da Dum/Dream Stealer, no tuvieron éxito en Europa. En el momento de su regreso, los años de giras que tuvieron en relaciones tensas dentro de la banda. Sin embargo, la demanda de su música en Indonesia fue alta y los espectáculos realizados en toda Indonesia entre diciembre y su disolución el 29 de marzo de 1972, con nada menos que 23.000 espectadores asitieron a sus conciertos.

## Discografía

### LP
- 1965 - Jang Pertama (Mesra Records LP-4)
- 1966 - Dara Puspita aka Edisi 2 aka Special Edition (Mesra Records LP-6)
- 1967 - Green Green Grass (Mesra Records LP-13)
- 1968 - A Go Go (El Sinta A-6708)
- 1971 - Tabah dan cobalah (Indra AKL-045)
- 1973 - Dara Puspita Min Plus (Indra)
- 1974 - Pop Melayu Volume 1 (Remaco )

### Singles y EP
- Dara Puspita/Koes Bersaudara EP(Irama EPLN-2)
- Welcome To My House/I Believe In Love
- BA-DA-DA-DUM/DREAM STEALER
- Surabaya/Cabaleuro (Dutch single)
- Mengapa;Lihatlah Adikku/Hai Dengarlah;Bertamasha
- Dara Puspita (Bintang BT-107)